# Castor (Satellit)
Castor (auch als D5-B bezeichnet) ist ein französischer Kleinsatellit, der mit Hilfe einer Diamant-Rakete zusammen mit dem Satelliten Pollux gestartet wurde.

## Zweck und Aufbau
Castor war fast kugelförmig, weil die Reibung an der Restatmosphäre unabhängig von der Ausrichtung des Satelliten sein sollte. Die Oberfläche war mit 26 Solarzellen bedeckt, die eine elektrische Leistung von 20 W erzeugten, außerdem mit 26 Laserreflektoren, die eine genaue Ortung durch die Bodenstationen ermöglichten.
Hauptnutzlast war der Beschleunigungsmesser CACTUS (Capteur Accélérométrique Capacitif Triaxal UltraSensible), womit Beschleunigungen von 10−5 bis 10−9 m/s2 mit einer Genauigkeit von 1,5 % gemessen werden konnten. Dadurch war es möglich, den Luftwiderstand der Restatmosphäre und damit auch die Dichte der oberen Schichten der Atmosphäre zu bestimmen. Weitere Messungen der Bahnstörungen dienten der Geodäsie, des Weiteren sollten Mikrometeoriten registriert werden.
Die Datenaufnahme erfolgte in Intervallen von entweder 0,1 s oder 2,8 s. Die Telemetriedaten konnten in Echtzeit entweder mit 256 bit/s oder mit 512 bit/s zur Bodenstation übertragen werden. Die Übertragung des Speichers mit 131 kbit Kapazität war sogar mit 1024 bit/s möglich.

## Missionsverlauf

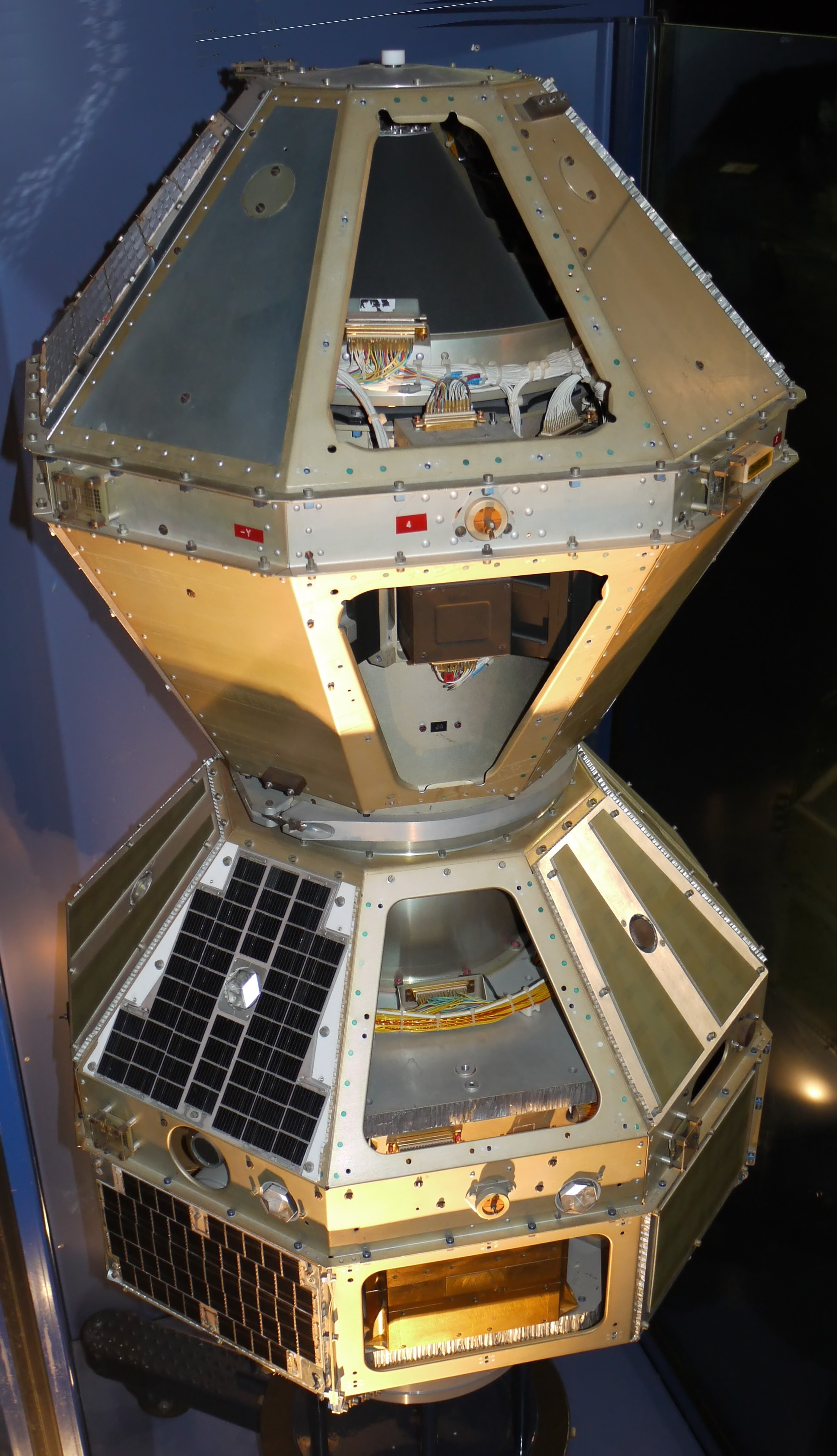
Pollux (oben) mit Castor (unten)

Der erste Startversuch am 22. Mai 1973 in Kourou misslang, weil sich eine Schutzverkleidung nicht löste. Der Start am 17. Mai 1975 verlief dagegen erfolgreich. Castor arbeitete mehrere Jahre zufriedenstellend, bis er am 18. Februar 1979 wieder in die Erdatmosphäre eintrat und verglühte.